# Бальони, Асторре
Асто́рре Бальо́ни (итал. Astorre Baglioni; 3 марта 1526, Перуджа — 4 августа 1571, Фамагуста) — итальянский кондотьер и военачальник.

## Биография
Уроженец Перуджи, Асторре родился в семье кондотьера Джентиле Бальони. После смерти отца он попал сначала в Тальякоццо к Асканио Колонна, а затем в Читта-ди-Кастелло. Там его дядя Алессандро Вителли обучил своего племянника военному делу.
В 1540 году Бальони под знамёнами своего дяди сражался против турок под Будапештом. В 1550 году он находился на борту фрегата в составе христианского флота во главе с Карло Сфорца, шедшем на бой с североафриканским корсаром Тургут-реисом. В августе того же года Асторре принял участие в осаде Махдии вместе с Джордано Орсини. В 1556-1558 годах он был нанят Венецианской республикой, на службе у которой он следил за возведением фортификаций в материковых владениях республики и был правителем Вероны. В 1569 году он был назначен правителем Никосси на Кипре.
В 1570 году, когда назревала война между Венецией и Османской империей, Бальони проверял надёжность укреплений города Фамагуста, чьим правителем он стал вместе с Маркантонио Брагадином. В том же году остров был захвачен турками. Бальони провёл несколько контрнаступлений, но в конце концов был вынужден засесть в Фамагусте со своими войсками. После падения Никосии турки обложили Фамагусту, и он даже совершил несколько удачных вылазок против мусульман. Последние потеряли около 52 тысяч людей в ходе пяти сильных штурмов. Однако в июле венецианцы, потеряв всякую надежду на спасительное подкрепление с родины, решили сдаться. Турецкий командир Лала Мустафа-паша пообещал отпустить всех живыми на Крит, однако своего слова не сдержал: Брагадин, Бальони и другие венецианские начальники были брошены в тюрьму, избиты и обезглавлены.